# Tullio Aliatis
Tullio Aliatis (Milano, 4 giugno 1905 – Milano, 29 aprile 1990) è stato un calciatore italiano, di ruolo attaccante.

## Carriera
Era arrivato a Firenze perché vi doveva svolgere il servizio militare. Esordì in Serie A con il Legnano il 28 settembre 1930 nella partita Legnano-Genoa (2-1).